# Puchar Świata w Lekkoatletyce 1979
2. Puchar Świata w Lekkoatletyce – druga edycja organizowanego przez International Association of Athletics Federations lekkoatletycznego pucharu świata odbyła się między 24 a 26 sierpnia 1979 w Kanadyjskim mieście Montreal. W reprezentacji Europy startowało kilku polskich zawodników, wśród których można wymienić m.in. Mariana Woronina, Leszka Duneckiego i Irenę Szewińską.

## Rezultaty końcowe
| Pozycja | Drużyna           | Punkty |
| ------- | ----------------- | ------ |
| 1       | Stany Zjednoczone | 119    |
| 2       | Europa            | 112    |
| 3       | NRD               | 108    |
| 4       | ZSRR              | 102    |
| 5       | Ameryka           | 98     |
| 6       | Afryka            | 84     |
| 7       | Oceania           | 58     |
| 8       | Azja              | 36     |

| Pozycja | Drużyna           | Punkty |
| ------- | ----------------- | ------ |
| 1       | NRD               | 106    |
| 2       | ZSRR              | 98     |
| 3       | Europa            | 88     |
| 4       | Stany Zjednoczone | 76     |
| 5       | Ameryka           | 68     |
| 6       | Oceania           | 47     |
| 7       | Afryka            | 30     |
| 8       | Azja              | 26     |